# Anagallis arvensis
Anagallis arvensis is een plant uit de sleutelbloemfamilie (Primulaceae). In de Benelux komen van nature twee ondersoorten voor:
- Blauw guichelheil (Anagallis arvensis subsp. foemina)
- Rood guichelheil (Anagallis arvensis subsp. arvensis)

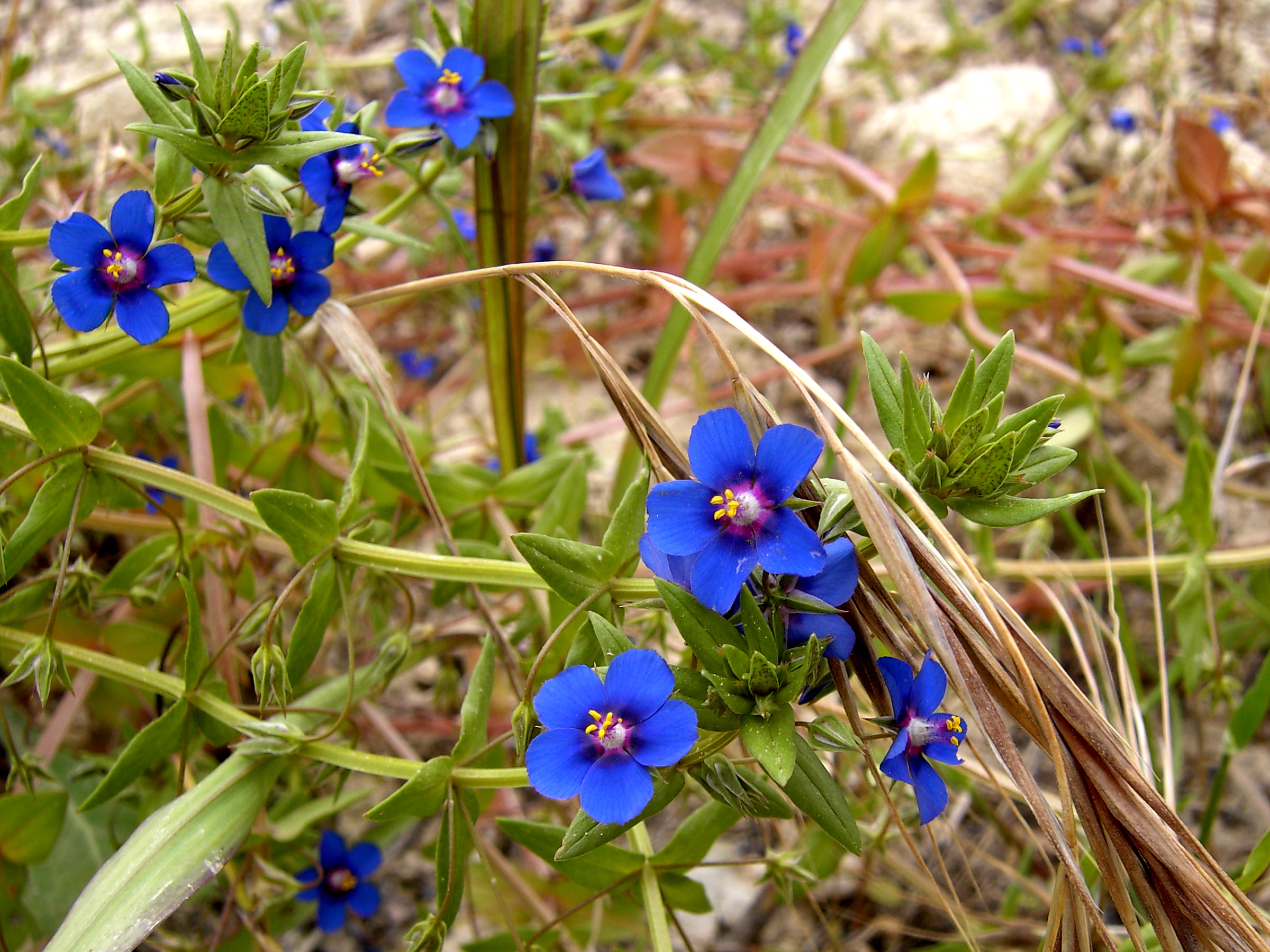
Blauw guichelheil